# Leni Björklund
Leni Björklund   (Örebro, 5 de juliol de 1944) és una política socialdemòcrata sueca. Va ser Ministra de Defensa de 2002 a 2006.
Leni Björklund va créixer a Örebro. Es va graduar a la Universitat d'Uppsala amb un Bachelor of Arts. Com a política local, Björklund va ser comissària en els anys setanta i vuitanta, primer en el Municipi de Järfälla al nord d'Estocolm 1977–1979, i més tard en el consell del Comtat d'Estocolm 1980–1989. Va continuar treballant com a Directora-gerent de l'Institut de Planificació i Racionalització dels Serveis Sanitaris i Socials.
Quan la va nomenar el Primer Ministre Göran Persson, el 21 d'octubre de 2002, era secretària general de l'Església de Suècia, càrrec que ocupava des de 1999. Björklund va ser la primera ministra sueca de Defensa.
Com a dona, no ha prestat cap servei en l'exèrcit de Suècia i va ser la primera ministra de Defensa a no haver-ho fet.
Leni Björklund té un doctorat honorari de l'Institut Karolinska, una universitat mèdica d'Estocolm.
Björklund també ha estat citada pel comitè constitucional (Konstitutionsutskottet) diverses vegades. El novembre de 2005 es va informar que havia iniciat la cooperació militar amb la dictadura islamista d'Aràbia Saudita.